# Donald Washington Sr.
Donald Washington Sr. (West Philadelphia, 1930 — Haddon Heights, 1 de dezembro de 2009) foi um saxofonista estadunidense de jazz.

## Biografia
Washington nasceu em West Philadelphia e cresceu em Southwest Philadelphia. Em 1948, graduou-se pela Murrell Dobbins Career and Technical Education High School, onde se destacou em natação e basquete. De 1965 a 1990, trabalhou para a Food Fair Services como atendente do armazém. Enquanto isso, ganhou troféus e prêmios na equipe amadora de boxe da empresa. Mas o jazz sempre foi sua vida e sua paixão. Ele estudou em instituições privadas e públicas, começando a tocar saxofone com maestria na Filadélfia desde o final dos anos 1960 até meados da década de 1980. Ele foi casado duas vezes e teve nove filhos do primeiro casamento.
Faleceu de câncer de pulmão aos 79 anos de idade em 1° de dezembro de 2009.